# Park gen. pil. Stanisława Skalskiego w Krakowie
Park gen. pil. Stanisława Skalskiego – park miejski w Krakowie, znajdujący się w Dzielnicy XIV Czyżyny, na osiedlu Dywizjonu 303, zajmujący powierzchnię 4,93 ha. Granice parku nie są wyznaczone za pośrednictwem ulic, ponieważ znajduje się on wewnątrz osiedla, w przybliżeniu między ulicami mjr. pil. Mariana Pisarka na południowym zachodzie i Jana Kremskiego na wschodzie.
Tereny, na których dzisiaj znajduje się park do 1963 roku wchodziły w skład Lotniska Kraków-Rakowice-Czyżyny. Na przełomie lat 70. i 80. XX wieku na obszarze dawnego lotniska rozpoczęła się realizacja osiedli w Czyżynach. Dnia 26 września 2007 roku uchwałą Rady Miasta Krakowa, park został nazwany imieniem Stanisława Skalskiego - generała brygady pilota z czasów II wojny światowej, uczestnika m.in. Bitwy o Anglię.
Park bywa nazywany „Płucami Czyżyn”.

## Infrastruktura
Park usytuowany jest na terenie płaskim, bez większych różnic wysokości. Obszar w większości zadrzewiony z zagospodarowaną zielenią. Na terenie parku znajdują się m.in. trzy place zabaw, z czego jeden, usytuowany w zachodniej części utrzymany jest w stylu nawiązującym do lotniczych tradycji Czyżyn z dwoma drewnianymi konstrukcjami w kształcie samolotów. Na terenie parku, w zachodniej części znajduje się również artezyjska studnia głębinowa z pitną wodą, zaaranżowana w altanie zbudowanej na planie kwadratu, przykrytej dachem w kształcie ostrosłupa czworokątnego.
W bezpośrednim sąsiedztwie parku, po jego południowej stronie znajduje się również zespół budynków szkolnych w którym mieści się m.in. XXX Liceum Ogólnokształcące im. św. Brata Alberta - Adama Chmielowskiego, Gimnazjum nr 36 im. św. Brata Alberta - Adama Chmielowskiego oraz Szkoła Podstawowa nr 52 im. Marii Dąbrowskiej. Oprócz tego po stronie południowej parku w niedalekiej odległości znajduje się Kościół św. Brata Alberta.

## Galeria

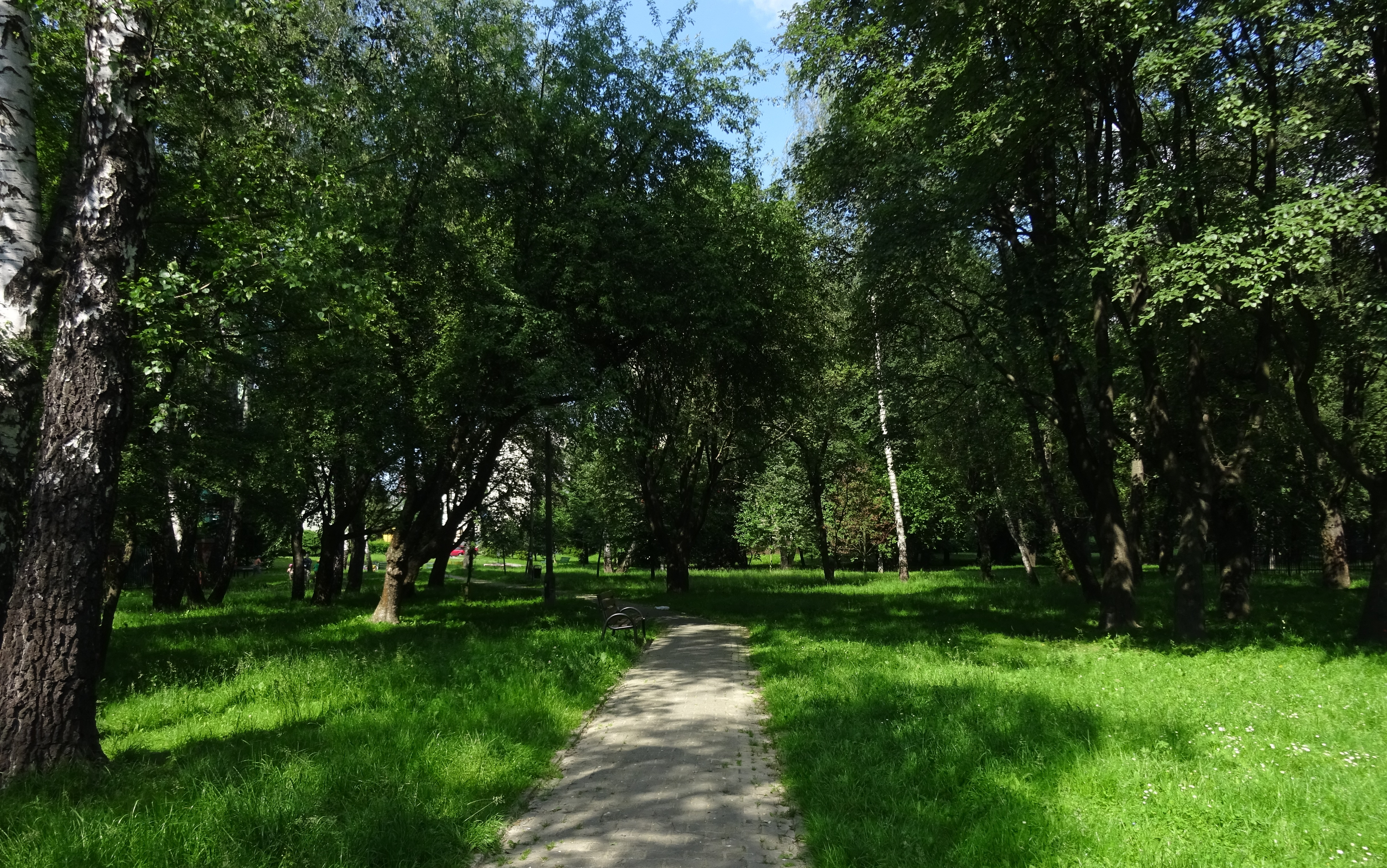
Ogólny widok w kierunku północnym
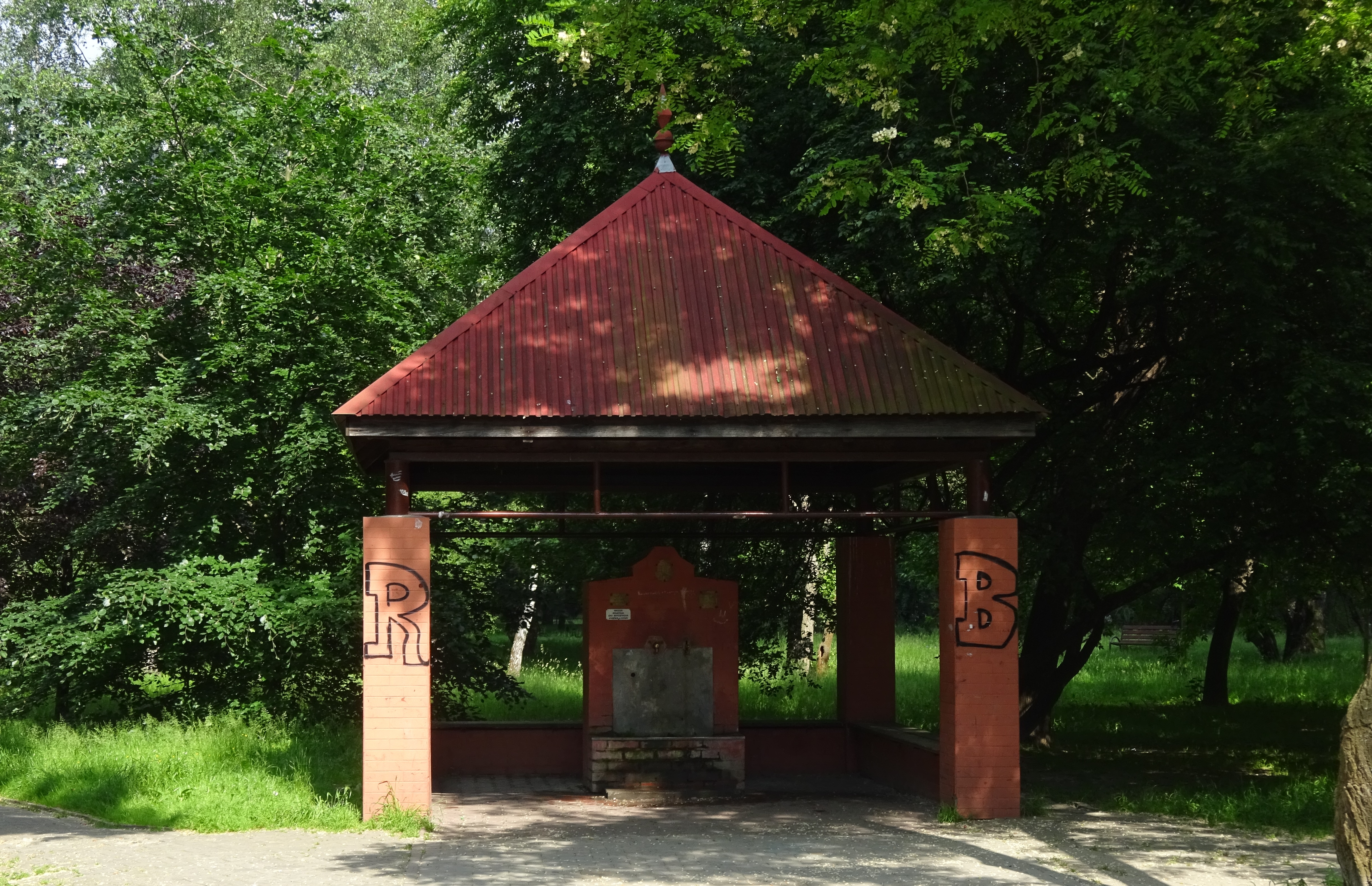
Altana ze studnią artezyjską